# Episodi di The Adventures of Jim Bowie (seconda stagione)
La seconda stagione della serie televisiva The Adventures of Jim Bowie è stata trasmessa in anteprima negli Stati Uniti d'America dalla ABC tra il 6 settembre 1957 e il 23 maggio 1958.
| nº | Titolo originale       | Titolo italiano | Prima TV USA      | Prima TV Italia |
| -- | ---------------------- | --------------- | ----------------- | --------------- |
| 1  | Epitaph for an Indian  |                 | 6 settembre 1957  |                 |
| 2  | Flowers for McDonough  |                 | 13 settembre 1957 |                 |
| 3  | The Irishman           |                 | 20 settembre 1957 |                 |
| 4  | Counterfeit Dixie      |                 | 27 settembre 1957 |                 |
| 5  | Bullet Metal           |                 | 4 ottobre 1957    |                 |
| 6  | The Quarantine         |                 | 11 ottobre 1957   |                 |
| 7  | A Fortune for Madame   |                 | 18 ottobre 1957   |                 |
| 8  | House Divided          |                 | 25 ottobre 1957   |                 |
| 9  | The Whip               |                 | 1º novembre 1957  |                 |
| 10 | The Pearls of Talimeco |                 | 8 novembre 1957   |                 |
| 11 | Charivari              |                 | 15 novembre 1957  |                 |
| 12 | Hare and Tortoise      |                 | 22 novembre 1957  |                 |
| 13 | The Bridegroom         |                 | 29 novembre 1957  |                 |
| 14 | The Alligator          |                 | 6 dicembre 1957   |                 |
| 15 | Country Girl           |                 | 13 dicembre 1957  |                 |
| 16 | Mexican Adventure      |                 | 20 dicembre 1957  |                 |
| 17 | Silk Purse             |                 | 27 dicembre 1957  |                 |
| 18 | Choctaw Honor          |                 | 3 gennaio 1958    |                 |
| 19 | The Close Shave        |                 | 10 gennaio 1958   |                 |
| 20 | Pirate on Horseback    |                 | 17 gennaio 1958   |                 |
| 21 | Curfew Cannon          |                 | 24 gennaio 1958   |                 |
| 22 | Home Sweet Home        |                 | 31 gennaio 1958   |                 |
| 23 | Deaf Smith             |                 | 7 febbraio 1958   |                 |
| 24 | Ursula                 |                 | 14 febbraio 1958  |                 |
| 25 | Apache Silver          |                 | 21 febbraio 1958  |                 |
| 26 | A Grave for Jim Bowie  |                 | 28 febbraio 1958  |                 |
| 27 | Up the Creek           |                 | 7 marzo 1958      |                 |
| 28 | The Lion's Cub         |                 | 14 marzo 1958     |                 |
| 29 | Horse Thief            |                 | 21 marzo 1958     |                 |
| 30 | Jim Bowie, Apache      |                 | 28 marzo 1958     |                 |
| 31 | The Brothers           |                 | 4 aprile 1958     |                 |
| 32 | Patron of the Art      |                 | 11 aprile 1958    |                 |
| 33 | Bad Medicine           |                 | 18 aprile 1958    |                 |
| 34 | A Night in Tennessee   |                 | 28 aprile 1958    |                 |
| 35 | Bowie's Baby           |                 | 2 aprile 1958     |                 |
| 36 | The Cave               |                 | 9 maggio 1958     |                 |
| 37 | Man on the Street      |                 | 16 maggio 1958    |                 |
| 38 | The Puma               |                 | 23 maggio 1958    |                 |